# Бейл, Гарет
Га́рет Фрэнк Бейл (англ. Gareth Frank Bale, валл. Garedd Fruaing Baill; род. 16 июля 1989[…], Кардифф) — валлийский футболист, выступавший на позиции крайнего нападающего. Играл в национальной сборной Уэльса. Отличался высокой скоростью и хорошо поставленным ударом. Лучший бомбардир (41 гол) и рекордсмен по сыгранным матчам (111) в истории сборной. Пятикратный победитель Лиги чемпионов УЕФА в составе мадридского «Реала».
Начал футбольную карьеру в «Саутгемптоне», где играл на позиции левого защитника и был специалистом по исполнению штрафных ударов. После перехода в «Тоттенхэм Хотспур» летом 2007 года начал выступать на более атакующих позициях. C сезона 2009/10 под руководством Гарри Реднаппа стал неотъемлемой частью команды, сыграв значительную роль в выходе «Тоттенхэма» в 1/4 финала Лиги чемпионов 2010/11. В 2011 и 2013 году был назван Игроком года по версии футболистов Профессиональной футбольной ассоциации, а также Молодым игроком года по версии Профессиональной футбольной ассоциации, Футболистом года по версии Ассоциации футбольных журналистов и Игроком сезона английской Премьер-лиги в 2013 году.
1 сентября 2013 года «Реал Мадрид» купил Бейла за 100 млн евро, тем самым установив новый мировой рекорд трансферной стоимости. В сезоне 2013/14 стал обладателем Кубка Испании и победителем Лиги чемпионов 2013/14, отличившись забитым мячом в обоих финалах. В следующем сезоне выиграл Суперкубок УЕФА и помог «Реалу» стать победителем клубного чемпионата мира, вновь отличившись забитым мячом в финальном матче. Два года спустя стал одним из ключевых игроков «Реала» в очередной победной кампании Лиги чемпионов сезона 2015/16, по окончании которого включён в команду турнира. Помимо этого был одним из трёх номинантов на звание «Лучший игрок года в Европе», но награду в итоге выиграл Криштиану Роналду. В 2016 году ESPN расположил валлийца на двенадцатом месте в списке самых известных спортсменов мира.
В мае 2006 года дебютировал в основной национальной команде. Автор первого гола за всю историю Уэльса на чемпионатах Европы. Был удостоен звания «Игрок года в Уэльсе» рекордные шесть раз.

## Биография

### Детство и юность
Родился в семье Фрэнка и Дэбби Бейл, школьного охранника и менеджера. Ещё ребёнком он решил, что обязательно станет футболистом. Гарет с упоением смотрел футбольные матчи и восхищался сильнейшими футболистами мира. Он постоянно представлял себя на их месте и мечтал стать таким же великим игроком.
«Футбол я полюбил буквально с трёх лет. Постоянно просил отца, чтобы он сводил меня в парк потренироваться. И левшой я, кажется, был с самого первого дня». — Гарет Бейл о своём детстве.
В свои 16 лет играл за сборную школы для 18-летних, благодаря чему она выиграла Школьный кубок Кардиффа, а сам он получил премию от департамента спорта Уэльса. В том же году его хотел купить клуб «Манчестер Юнайтед», но предложение было отклонено. Позже Гарет, который был замечен скаутами «Саутгемптона» ещё в девятилетнем возрасте, начал тренироваться в одной из дочерних академий этого клуба. Тренировки приносили юному валлийцу лишь удовольствие, он старался доказать всем и себе самому, что способен добиться больших успехов в футболе.

## Клубная карьера

### «Саутгемптон»
Перешёл в команду под конец сезона 2005/06, поэтому сыграл мало игр в этом футбольном году. Его первая игра за «святых» состоялась в матче против «Миллуола», выигранного со счётом 2:0. Бейл стал самым молодым игроком, сыгравшим за «Саутгемптон» в официальном матче, после Тео Уолкотта. Следующий сезон Бейл начал в основе, в итоге он сыграл 38 матчей и забил 5 мячей.

Автограф Гарета Бейла

### «Тоттенхэм Хотспур»
25 мая 2007 года Бейл перешёл в «Тоттенхэм» за 5 млн фунтов. 25 мая 2007 года Бейл подписал четырёхлетний контракт с «Тоттенхэм Хотспур», сам клуб же заплатил за валлийца 5 млн фунтов, но эта сумма могла увеличиться до 10 млн фунтов в случае успешного выступления игрока. В 2008 году «Саутгемптон» согласился с досрочным погашением возможных бонусных выплат, сократив их размер до 2 млн фунтов, это было связано с возникшими финансовыми трудностями «святых».

#### 2007/08 и 2008/09
12 июля 2007 года Гарет сыграл свою первую игру в составе «шпор», игрок провёл 80 минут на поле в товариществом матче против «Сент-Патрикс Атлетик», прежде чем был заменён. Свой официальный дебют Бейл сделал 26 августа в матче против «Манчестер Юнайтед». 1 сентября, в следующем же матче, Бейл забил свой первый гол за клуб, матч против «Фулхэма» закончился ничейным результатом со счётом 3:3. В матче северолондонского дерби Бейл отличился забитым мячом с штрафного удара. Начало его карьеры в Лондоне было удачным — Бейл забил 3 мяча в своих стартовых 4 матчах (один из них — в Кубке футбольной лиги Англии). Но окончательно закрепиться в основном составе футболисту помешала травма колена — валлиец выбыл до конца сезона.
В августе 2008 Бейл подписал с клубом новый четырёхлетний контракт. Новый сезон Гарет начал на скамье запасных — место на левой бровке занял камерунец Бенуа Ассу-Экотто. В целом, это был самый неудачный сезон Бейла за весь период в стане «Тоттенхэма». Едва оправившись от одной травмы, валлиец вновь травмировался и выбыл на длительный срок. В том сезоне он преимущественно играл за резервный состав лондонского клуба, изредка выходя на поле в составе первой команды.
В этом сезоне ко всем неудачам добавилась ещё одна, названная английскими журналистами «проклятием Бейла». В 24 матчах, в которых Бейл выходил в стартовом составе «Тоттенхэма», его клуб не мог одержать победу. Безвыигрышная серия завершилась только в 25-м матче, в следующем сезоне, в матче с «Фулхэмом», в котором «Тоттенхэм» одержал победу со счётом 2:0.

#### 2009/10
Постепенно оправившись от травм, Бейл начал доказывать своё право на место в основном составе. Главный тренер Гарри Реднапп заметил прогресс молодого таланта и начал подпускать его к основе, сначала на кубковые матчи. Однако Реднапп был недоволен игрой Бейла в защите. С января 2010 года игрок снова регулярно выступает в стартовом составе «Тоттенхэма». Из-за травм Бенуа Ассу-Экотто и Нико Кранчара, Бейл вынужден был перейти в полузащиту, и по-настоящему заиграв на позиции вингера, начал показывать великолепные проходы по левому флангу, отдавая результативные передачи. 14 апреля 2010 года Бейл помог команде добыть важнейшую победу в северолондонском дерби с «Арсеналом», забив гол на 47-й минуте, после чего счёт стал 2:0 (матч закончился со счётом 2:1 в пользу «Тоттенхэма»). В следующем туре «Тоттенхэм» снова выиграл 2:1, на этот раз у «Челси», и снова один из голов забил Бейл. Хорошая игра полузащитника не осталась без внимания, и Бейл стал игроком месяца в Премьер-лиге.
7 мая 2010 года Гарет Бейл продлил контракт с командой до 2014 года. Удачная игра Бейла помогла «Тоттенхэму» занять по итогам сезона 4-е место в чемпионате, что позволило команде впервые за много лет квалифицироваться в групповой этап Лиги чемпионов.

#### 2010/11
Сезон 2010/11 начался для Гарета Бейла гораздо лучше двух последних. Будучи игроком основного состава, Бейл начал забивать в предсезонных товарищеских играх (в частности, с «Бенфикой» и «Нью-Йорк Ред Буллз»)

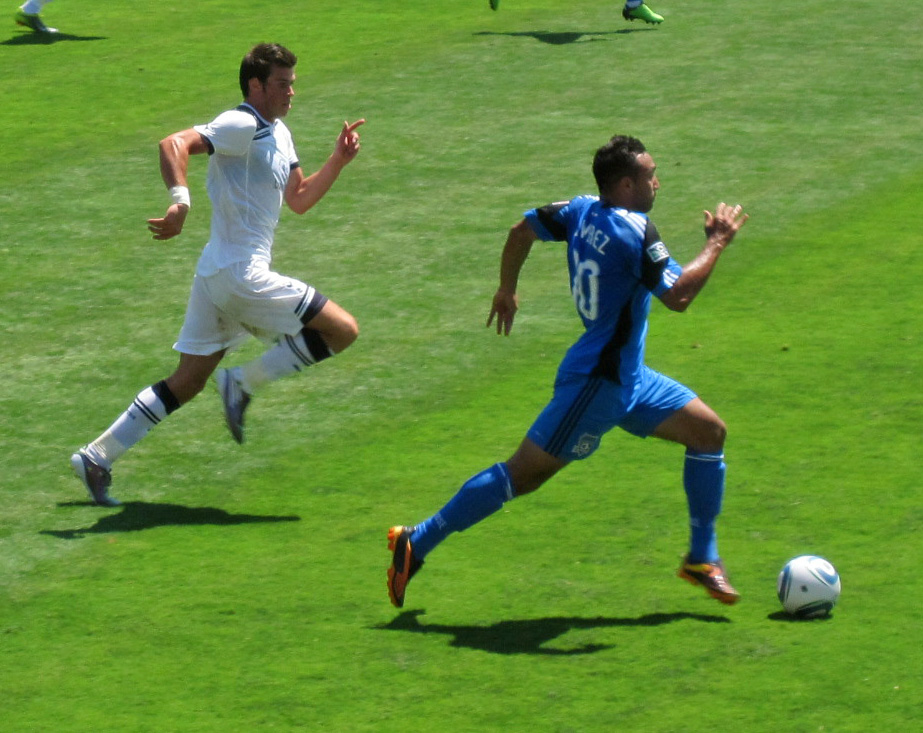
Бейл (слева) в матче против «Сан-Хосе Эртквейкс» в рамках предсезонного тура в 2010 году

и продолжил в официальных — в чемпионате Англии. 21 августа 2010 года, в матче чемпионата Англии против «Сток Сити», Бейл оформил свой первый «дубль», который принёс «Тоттенхэму» победу и позволил команде подняться в турнирной таблице. 29 сентября того же года валлиец забил свой первый гол в Лиге чемпионов — в ворота голландского «Твенте». В межсезонье Гаретом Бейлом интересовались многие европейские топ-клубы, в том числе «Интер», «Челси», «Реал Мадрид» и «Милан».

20 октября Бейл оформил первый хет-трик в Лиге чемпионов в ворота миланского «Интера», однако это не помогло лондонцам избежать поражения (матч закончился со счётом 4:3 в пользу итальянской команды). Бейл стал первым валлийцем, сделавшим «хет-трик» в Лиге чемпионов. После этого матча тренер «Тоттенхэма» Гарри Реднапп сказал, что постарается удержать игрока в своей команде. В следующем матче с «Интером», (2 ноября), Бейл вновь стал героем матча, отдав две результативные передачи. Игра закончилась со счётом 3:1 в пользу «Тоттенхэма». 13 ноября в чемпионате Англии в матче с «Блэкберном» Гарет Бейл забил два гола и «Тоттенхэм» победил со счётом 4:2. Первый гол Бейл забил в несвойственной для себя манере — замкнул головой подачу с углового.

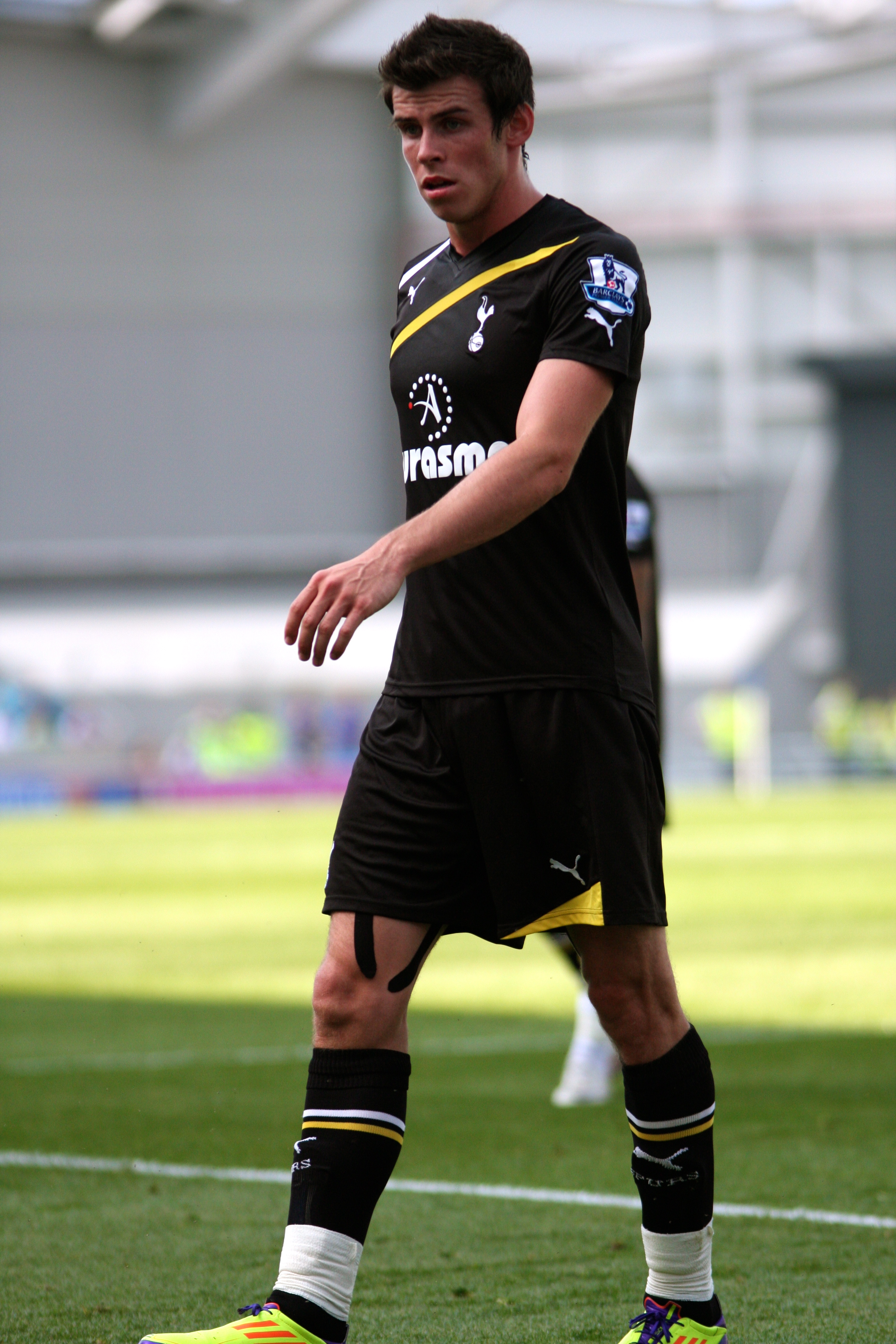
В игре против «Брайтона» в рамках Кубка Футбольной лиги.

В очередном северолондонском дерби, 20 ноября, Бейл отличился, сократив разрыв в счёте до минимума. «Тоттенхэм» проигрывал «Арсеналу» 2:0, однако гол Гарета переломил игру и «шпоры» победили 2:3. Успешный для себя и команды 2010 год валлиец завершил 28 декабря, забив гол в ворота «Ньюкасла» ударом в дальний угол; команда из Лондона победила со счётом 2:0.
1 января 2011 года Бейл принёс победу «шпорам», забив единственный гол в матче против «Фулхэма». В феврале ПФА признала Гарета «игроком года» в Англии. Почти всю вторую половину сезона валлийца преследовали травмы. Без него клуб выступал не так уверенно — лондонцы вылетели из Лиги чемпионов, а по итогам сезона вновь пробиться в неё не сумели, заняв лишь пятое место в чемпионате. Да и сам игрок показывал не самую лучшую игру, когда находился на поле. Но Бейл постепенно восстановил хорошую форму и к новому сезону полностью оправился от повреждений.

#### 2012/13
Гарет Бейл меняет свой номер c «3» на «11». В новом сезоне Бейл стал настоящим лидером «Тоттенхэма». В 6-м туре, во многом благодаря его действиям, «Тоттенхэму» удалось в выездном матче обыграть «Манчестер Юнайтед» со счётом 2:3. «Тоттенхэм» не побеждал на «Олд Траффорд» с 1989 года. В 14-м туре в матче против «Ливерпуля» Гарет Бейл забил гол, отдал голевой пас, получил жёлтую карточку и забил автогол. 
Он всегда сводил меня с ума на тренировках. Технически он был очень одарён, но всегда, казалось, играл со своими волосами. Это было неправильно. Представьте, он поправлял свою чёлку или стряхивал волосы с головы, а я просто тихо сходил с ума от этого наблюдая за этим и думая: «Гарет, да оставь ты свой барнет в покое!»
В матче 19-го тура чемпионата Англии против «Астон Виллы» оформил первый в рамках АПЛ и второй в карьере хет-трик.
В феврале 2013 года Бейл показывает отличную игру. Он проводит 5 матчей в чемпионате Англии, забивая в каждом из них (всего 7 мячей в пяти матчах). Причём, во всех случаях его голы оказываются победными. Также, благодаря голам Бейла, «Тоттенхэм» проходит в следующую стадию Лиги Европы. В поединке с лондонским «Арсеналом» валлийцу также удалось забить, открыв счёт в матче. За свою игру Бейл во второй раз в карьере удостоился награды «игрока года» по версии ПФА, к тому же получив приз «молодого игрока года» по версии ПФА. Он стал лишь третьим, кто удостоился двух наград сразу (первым был Энди Грей, вторым — Криштиану Роналду, они выиграли обе награды в 1977 и 2007—2008 годах соответственно). Также в Уэльсе он получил приз лучшего молодого игрока года.

### «Реал Мадрид»
После удачного сезона в «Тоттенхэме» Бейла в своих рядах захотел видеть мадридский «Реал». Переговоры между английским и испанским клубом велись всё лето, а потому игрок был вынужден пропустить все предсезонные сборы, а также старт сезона. 1 сентября 2013 года «Реал Мадрид» официально подтвердил переход Бейла. За трансфер валлийца было заплачено 100 млн евро, что сделало Бейла самым дорогим игроком в истории футбола на тот момент.

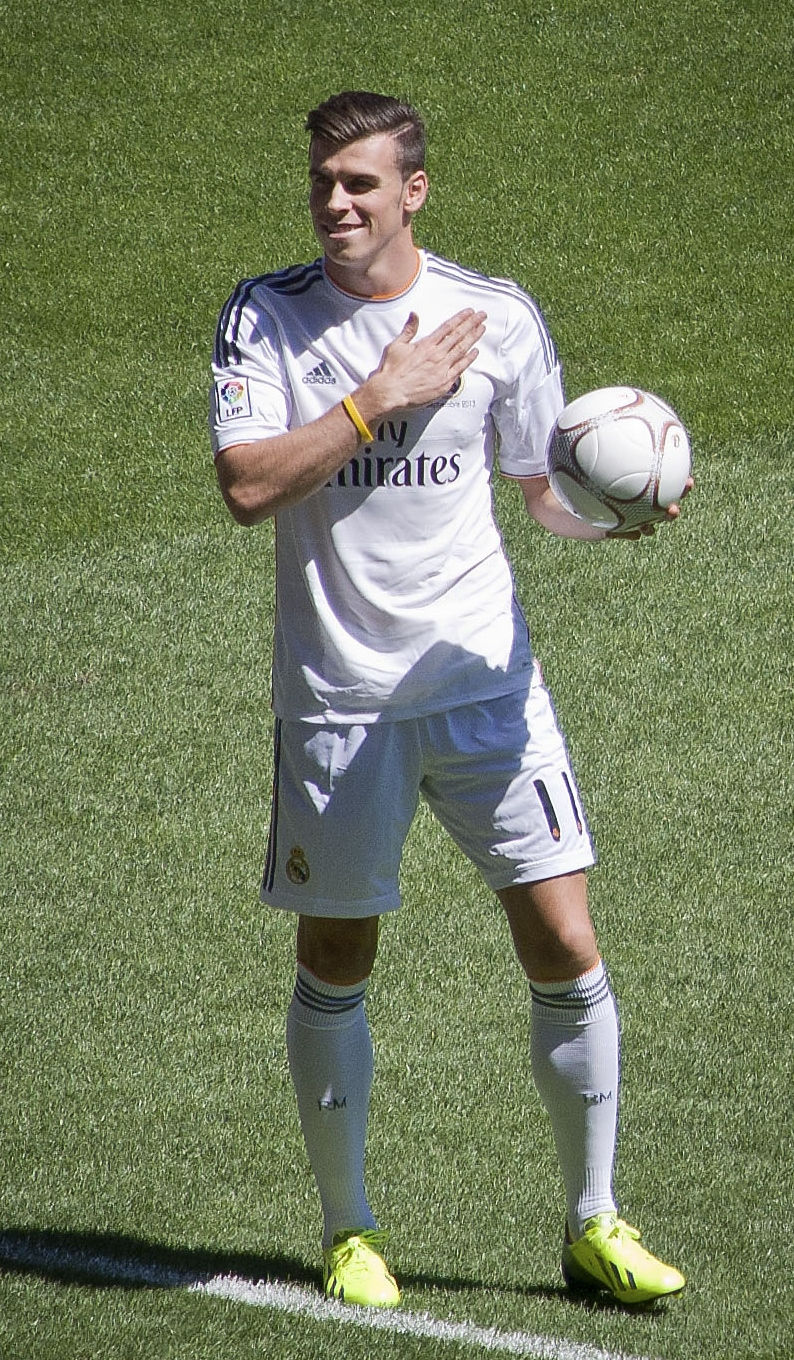
Бейл во время своей презентации в мадридском «Реале»

#### 2013/14 и 2014/15
В первом же матче за «королевский» клуб Гарет отметился забитым голом, поразив ворота «Вильярреала». Однако вскоре после этого полузащитник получил небольшую травму, из-за чего был вынужден пропустить несколько матчей. 30 сентября Бейл сделал дубль, а также отдал две голевые передачи в матче с «Севильей». 30 ноября Бейл оформил свой первый хет-трик за «Реал», забив три гола в ворота «Вальядолида». Ближе к концу сезона Бейл сумел набрать хорошую форму и вместе с Криштиану Роналду и Каримом Бензема составить атакующую линию «Реала». 16 апреля 2014 года Гарет забил победный гол в ворота «Барселоны» в финале Кубка Испании. Сам футболист признаёт этот гол самым важным в своей карьере. Через месяц, 24 мая валлиец забил победный гол в финале Лиги чемпионов, поразив ворота «Атлетико Мадрид».
Новый сезон Бейл начал в качестве полноправного лидера «сливочных». 12 августа 2014 года «Реал» одержал победу в матче за Суперкубок УЕФА переиграв «Севилью», Бейл провёл на поле весь матч и отдал две голевые передачи. 20 декабря 2014 года Гарет забил в финале один из голов в ворота «Сан-Лоренсо», а «Реал» выиграл ещё один турнир — клубный чемпионат мира.

#### 2015/16
Первые голы в сезоне забил в ворота «Бетиса» во 2-м туре чемпионата Испании. 20 декабря 2015 года Бейл оформил покер в ворота «Райо Вальекано» в 16-м туре чемпионата Испании, в том матче «Реал Мадрид» победил со счётом 10:2. 9 января 2016 года игрок оформил хет-трик в ворота «Депортиво» в 19-м туре чемпионата Испании. 19 января в матче против хихонского «Спортинга» Гарет забил мяч, а затем получил травму, из-за которой ему пришлось пропустить несколько недель. Бейл вернулся на поле 5 марта, выйдя на замену в матче против «Сельты», отличившись в этом матче забитым мячом на 81-й минуте.
20 марта 2016 года Бейл забил свой 43-й мяч в Примере, что позволило ему превзойти Гари Линекера и стать лучшим бомбардиром чемпионата Испании среди британских игроков в истории. 23 апреля Бейл оформил «дубль» в матче против «Райо Вальекано», позволив мадридскому «Реалу» совершить «камбэк» и выиграть матч, по его ходу уступая со счётом 0:2. Бейл вышел в стартовом составе на матч финала Лиги чемпионов УЕФА 2015/16, и отметившись результативной передачей на Серхио Рамоса, открывшего счёт в матче, а также забив послематчевый пенальти, что помогло «Реалу» обыграть «Атлетико Мадрид».

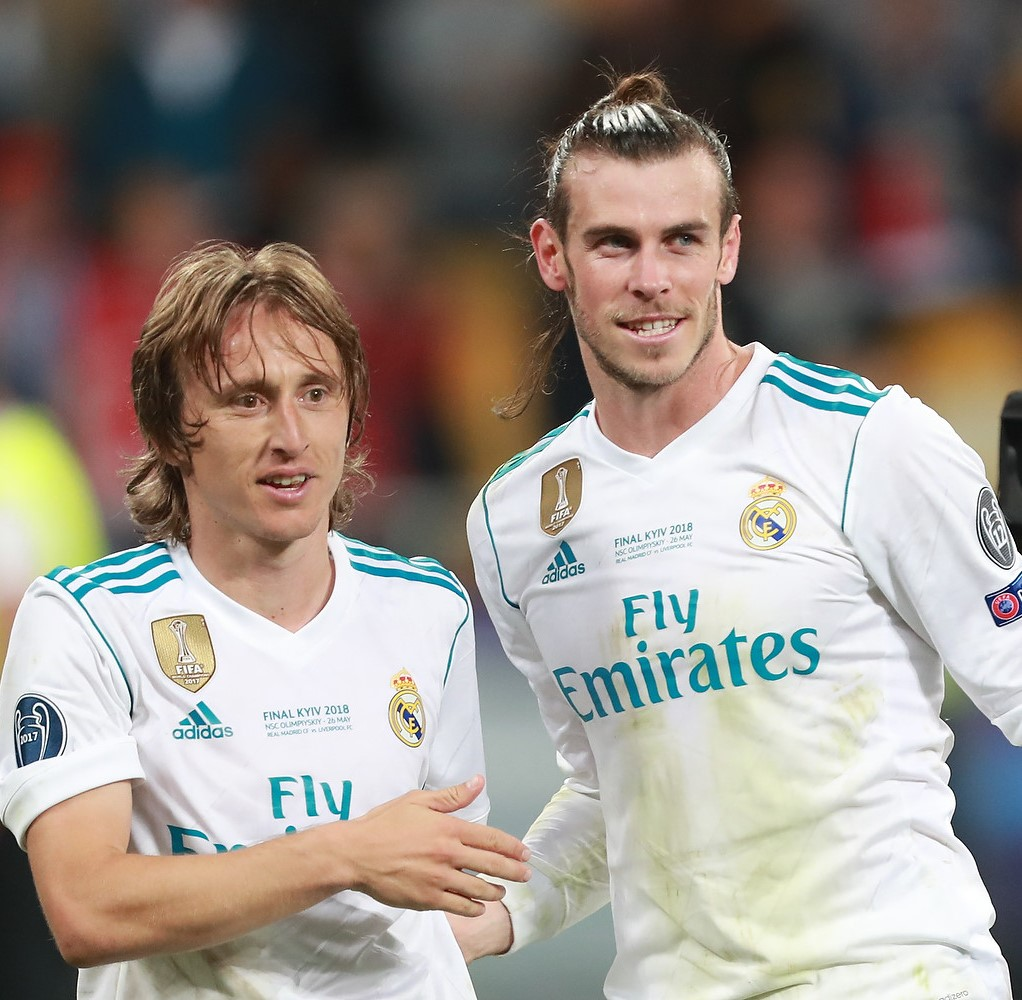
Лука Модрич и Гарет Бейл в финале Лиги чемпионов 2017/18

#### 2016/17
30 октября 2016 года Бейл продлил контракт с «Реалом» до 2022 года. 22 ноября 2016 года Бейл повредил сухожилие в матче против лиссабонского «Спортинга» и выбыл на четыре месяца. 23 апреля 2017 года Бейл провёл свой 100-й матч за «Реал» в Примере, но снова был вынужден покинуть поле после получения травмы.
Несмотря на длительное отсутствие в течение сезона из-за травм, Бейл провёл 19 матчей в Примере и помог «Реалу» впервые с 2012 года выиграть национальный чемпионат.

#### 2017/18 — 2019/2020
В новом сезоне бывший в то время главным тренером «Реала» Зинедин Зидан часто оставлял Бейла на скамейке запасных, предпочитая Иско и Марко Асенсио на его позиции. В финале Лиги чемпионов 2017/18 против «Ливерпуля» Бейл вышел на поле по ходу матча, заменив Иско на 61 минуте матча и через три минуты забив гол ударом через себя, через 20 минут оформив «дубль» после не лучшей игры голкипера, что позволило «Реалу» победить английский клуб со счётом 3:1 и взять третий подряд кубок Лиги чемпионов. Бейл стал первым игроком, который забил два мяча в финале Лиги чемпионов, выйдя со скамейки запасных. Всего же в сезоне 2017/18 Бейл провёл 38 матчей во всех турнирах, в которых забил 21 мяч и отдал 4 голевые передачи, а также получил 6 жёлтых карточек. В интервью после финала Лиги чемпионов Бейл заявил о возможном уходе из мадридского клуба летом.
9 февраля 2019 года Бейл забил свой 100-й гол за «Реал», в матче с «Атлетико». В чемпионате Испании 2018/19 Бейл провёл 29 матчей, забил 8 голов и отметился 3-мя голевыми передачами. За этот же сезон валлиец провёл в Лиге чемпионов 7 матчей и забил 3 гола.
В сезоне 2019/20 провёл 19 матчей, забил 2 гола, отдал 2 голевые передачи.

### Возвращение в «Тоттенхэм»
19 сентября 2020 года игрок вернулся в «Тоттенхэм» на правах годичной аренды. По условиям сделки «шпоры» будут выплачивать 240 тыс. евро в неделю из зарплаты Бейла в размере 650 тыс. евро в «Реале».

### Уход из «Реал Мадрид»
После возвращения в «Реал Мадрид» из аренды в «Тоттенхэме» Бейл провёл 3 матча в сезоне 2021/22, не сыграв в стадии плей-офф в двух встречах Лиги чемпионов с «Манчестер Сити» (2 матча) и с «Ливерпулем» в финале. Бейл покинул «Реал Мадрид» после победы в Лиге чемпионов по причине истечения срока контракта.

### «Лос-Анджелес»
27 июня 2022 года Бейл подписал контракт с клубом MLS «Лос-Анджелес» сроком на 12 месяцев и с опциями продления до конца сезона 2024. Дебютировал за клуб 17 июля 2022 года в матче против клуба «Нэшвилл», выйдя на поле на 71-й минуте. Свой дебютный гол забил 23 июля 2022 года в матче против клуба «Спортинг Канзас-Сити». 5 ноября 2022 года в матче за Кубок MLS против «Филадельфии Юнион», сравняв счёт на 128-й минуте экстра-тайма, спас «Лос-Анджелес» от поражения и перевёл игру в серию послематчевых пенальти, где благодаря сейвам вратаря Джона Маккарти клуб впервые выиграл чемпионский титул.
9 января 2023 года Гарет Бейл объявил о завершении футбольной карьеры.

## Карьера в сборной

### Ранние этапы в национальной сборной
Преодолел все ступени сборной Уэльса: от юношеской до 17 лет к взрослой, не миновав ни одного из этапов. До старта карьеры в команде Джона Тошака Бейл играл под руководством тренера «молодёжки» Брайана Флинна. Назначенный на этот пост Флинн был призван подготовить перспективных валлийских футболистов к будущему в основной команде, где они составили бы костяк на многие годы. Флинн практиковал тактическое построение в три центральных защитника и двух вингеров, умеющих полностью закрывать левую и правую бровки. Слева в его сборной действовал Бейл в то время, как в «Саутгемптоне» он рассматривался исключительно в качестве крайнего защитника при игре четверо в линию.
На уровне молодёжной сборной не достиг успехов — команда ни разу не преодолела квалификацию на крупные турниры. Но, передавая футболиста Тошаку, Флинн отметил, что Бейл «станет лучшим футболистом Европы, когда ему будет 23». У Тошака Бейл дебютировал в товарищеском матче с Тринидадом и Тобаго 27 мая 2006 года, на 55-й минуте при счёте 1:1 заменив полузащитника Девида Вона. В итоге валлийцы взяли верх над «карибцами» 2:1, а Бейл стал самым молодым дебютантом в истории сборной.
Второй матч 5 сентября того же года в Лондоне — товарищескую встречу с Бразилией — начал с первых минут на позиции левого вингера при схеме 3-5-2 и отыграл весь первый тайм, по итогам которого была зафиксирована нулевая ничья. Во второй 45-минутке Уэльс пропустил два мяча, но к тому времени Бейл уже был заменён Сэмом Рикеттсом.

### Провальные отборы к ЧЕ и ЧМ
Спустя месяц, 7 октября 2006 года дебютировал в отборочном турнире к Евро-2008. Он вышел в стартовом составе на домашнем стадионе «Миллениум» в Кардиффе против Словакии и провёл на поле все 90 минут. Однако сама игра для валлийцев сложилась крайне неудачно: к 32-й минуте они «горели» 0:2, через 5 минут Бейл со штрафного открыл счёт забитым мячам в сборной, но надежды на спасение тут же свёл на нет третий гол словаков. В результате встреча завершилась разгромными 1:5. Следующие 90 минут за сборную Бейл провёл в матче с Кипром через 4 дня после провала в Кардиффе, а второй гол забил 28 марта 2007 года в ворота Сан-Марино с передачи Карла Флетчера. Кстати, тот матч был вторым (после игры с Ирландией за 4 дня до того) и последним совместным выходом на поле Бейла и Райна Гиггза в футболках сборной и первым при Тошаке, когда валлиец играл чистого левого защитника в схеме 4-3-1-2.
В августе того же года получил следующий вызов в сборную на гостевой товарищеский матч с Болгарией. Он снова вышел в старте и провёл весь первый тайм, под занавес которого валлийский форвард Фредди Иствуд забил единственный мяч, принёсший победу островитянам.
8 сентября Бейл удостоился чести отыграть полный домашний матч против Германии на позиции левого хавбека при оборонительном варианте 5-4-1. Однако закрытый футбол не помог валлийцам — они потерпели поражение со счётом 0:2. Затем в карьере Бейла были выездной разгром Словакии 5:2, голевая передача Джеймсу Коллинзу в матче, проигранном Кипру, и первая жёлтая карточка в сборной, в победной игре с Сан-Марино. Уэльс не отобрался на Евро-2008, и валлийцам пришлось ждать следующий отборочный турнир — к чемпионату мира-2010.
В новом соревновании Бейл принял участие в восьми играх, где его ставили и на позицию левого защитника при четырёх в линию, и левого вингера при трёх в центре. Однако единственным индивидуальным достижением в этом турнире стала голевая передача на Джо Ледли, когда 10 сентября 2008 года тот сравнял счёт в московском матче со сборной России, в итоге все равно проигранном (в той же игре Бейл не забил пенальти, который был отражён Игорем Акинфеевым). Валлийцы не попали даже в стыковые матчи чемпионата мира в ЮАР, а Бейлу после окончания отборочного цикла оставалось провести всего три матча при Тошаке: два товарищеских — с Шотландией и Швецией и стартовый в рамках отбора к Евро-2012 — с Черногорией. 3 сентября 2010 года на игру в Подгорице Тошак разработал более атакующую схему 4-3-3, где Бейлу отводилась роль левого нападающего. Однако тактика не принесла успеха — единственный гол, забитый на 30-й минуте Мирко Вучиничем, стал победным и, кроме того, привёл к отставке Тошака.

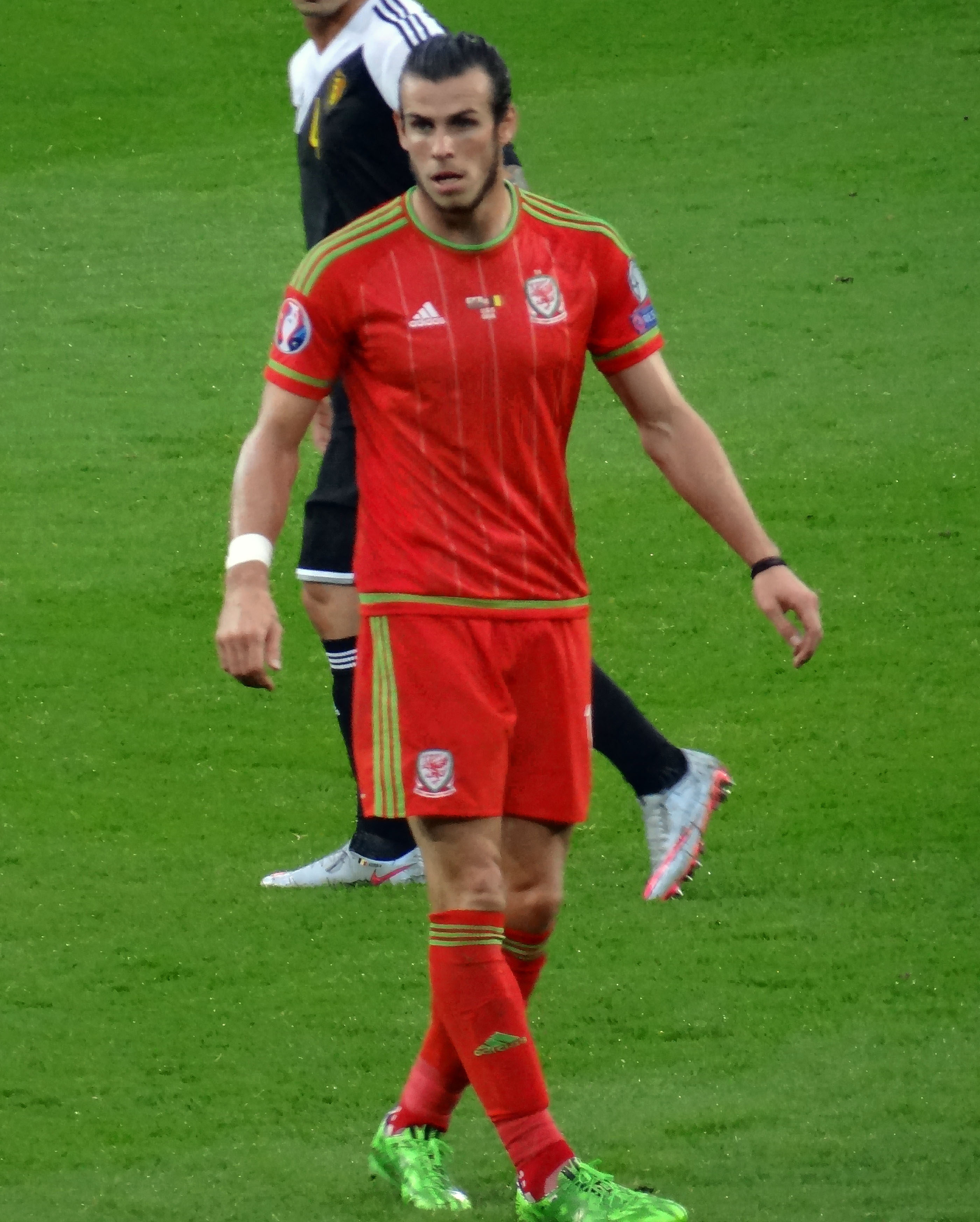
Гарет Бейл в матче против сборной Бельгии, 12 июня 2015 года

Временно пост главного тренера сборной принял знакомый Бейлу по «молодёжке» Брайан Флинн. Бейл принял участие в двух октябрьских матчах под его руководством — домашнем с Болгарией и выездном со Швейцарией. Флинн предложил соперникам модель 4-2-3-1, где Бейл исполнял роль левого инсайда. Однако валлийцам это не помогло — оба матча были проиграны при том, что Бейл смог сравнять счёт на «Санкт-Якоб Парк», но дружина Оттмара Хитцфельда забила ещё три, в итоге разгромив противника 4:1.

### Смена наставников и отбор к ЧМ-2014
14 декабря 2010 года наставником валлийцев стал Гэри Спид, однако Бейл смог сыграть под его руководством только 10 августа 2011 года в товарищеском матче с Австралией, в котором сделал голевую передачу Дарси Блейку, который сократил разницу в счёте до одного мяча. В осенней стадии отборочного турнира Евро-2012 Спид впервые в карьере за сборную предпочёл использовать Бейла на позиции правого вингера, что отчасти принесло свои плоды: в четырёх матчах, проведённых Бейлом, команда одержала три победы, а сам футболист сделал голевую передачу и забил два мяча — Болгарии и снова Швейцарии. Последнюю встречу — товарищеский матч — под руководством Спида валлиец провёл 12 ноября 2011 года против Норвегии, забив первый мяч в игре, закончившейся разгромом «викингов» 4:1.
Новый турнир — отбор на чемпионат мира 2014 года — Уэльс начал с тренером Крисом Коулманом, который пришёл на смену скончавшемуся 27 ноября 2011 года Гэри Спиду. Бейл уже считался звездой первой величины европейского футбола, поэтому место в составе ему было гарантировано. Несмотря на плохие результаты, которые демонстрировал Уэльс, Бейл улучшил индивидуальные показатели в играх за сборную. 11 сентября 2012 года он забил единственный мяч в ворота Сербии в начисто проигранном противостоянии, 12 октября впервые в сборной сделал «дубль» — в победном матче с Шотландией, а также открыл счёт 26 марта в игре с Хорватией, которая все же закончилась поражением 1:2. Ещё один гол и голевую передачу Бейл оформил 6 февраля в товарищеском матче с Австрией. При Коулмане Бейл считался универсальным игроком, способным сыграть как слева или справа в атаке, так и на позиции под нападающим.
При этом схема игры Уэльса могла варьироваться в зависимости от конкретного соперника, однако Коулман старался отдавать предпочтение 4-2-3-1, при которой у Бейла появлялось больше пространства для манёвра.

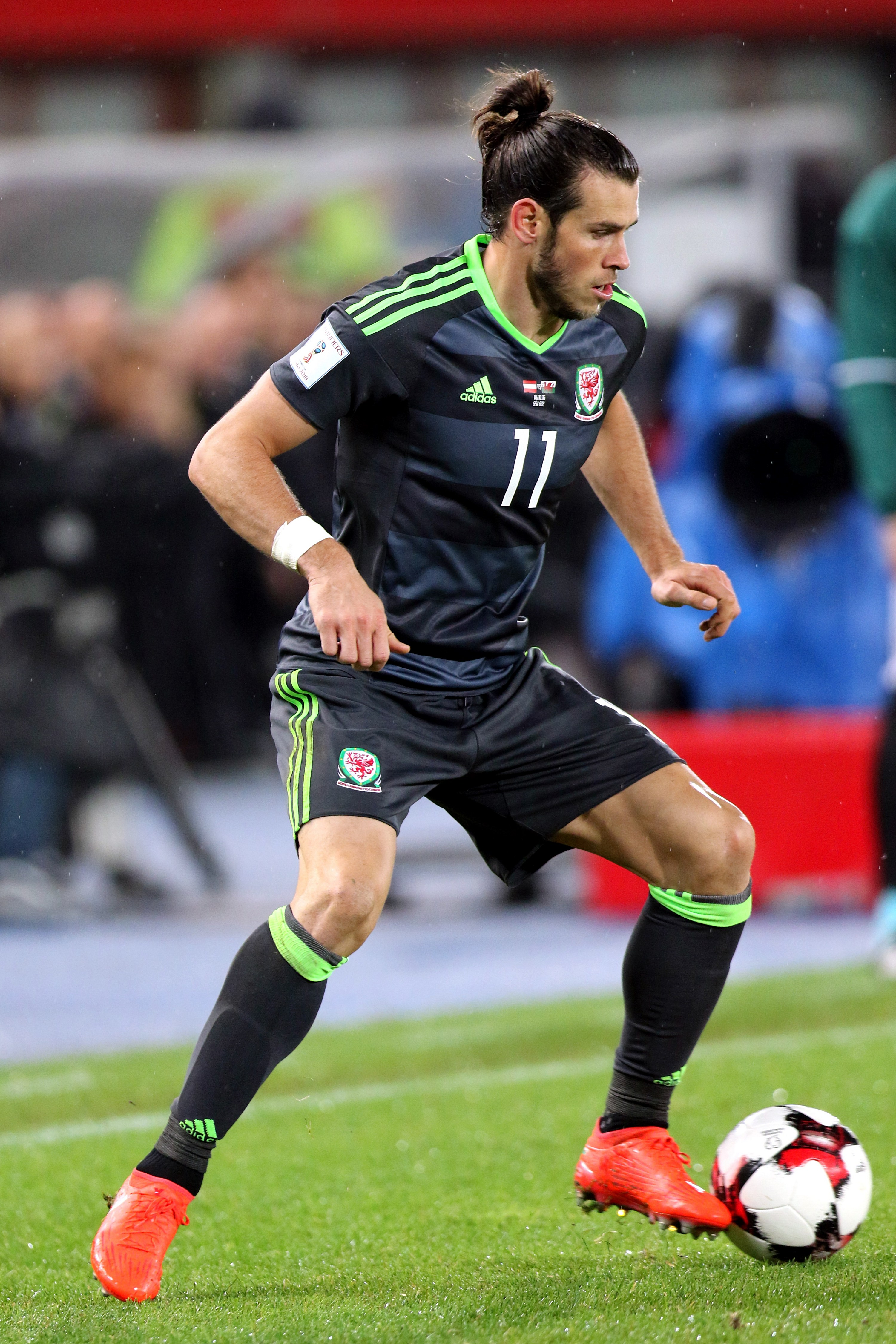
Бейл в составе сборной Уэльса в 2016 году

### Чемпионат Европы 2016
Отборочный турнир к чемпионату Европы 2016 года во Франции сложился для валлийской сборной более чем удачно — под руководством Коулмана «драконы» впервые с 1958 года сумели выйти в финальную часть крупного международного турнира. Выступая в группе B, сборная Уэльса заняла в ней второе место, лишь на два очка отстав от лидирующей сборной Бельгии. 
«Самое главное событие — это, конечно, победа в Лиге чемпионов, но затем было ещё и отличное выступление моей сборной на Евро-2016, поэтому этот сезон я никогда не забуду»
 Гарет Бейл принял участие во всех десяти отборочных матчах и сумел забить семь из одиннадцати голов сборной в отборочном цикле. В первом матче группового этапа чемпионата Европы Бейл сумел со штрафного поразить ворота сборной Словакии и открыть счёт в матче, чем помог одержать победу своей сборной со счётом 2:1. В следующем матче чемпионата Европы против сборной Англии Бейл снова забил со штрафного и повторил достижение Мишеля Платини, который забил 2 гола на чемпионатах Европы со штрафных ударов. Вскоре, после матча со сборной России, в котором Гарет забил свой первый гол «с игры» и 3-й по счёту в чемпионате, издание Goal.com признало валлийца лучшим игроком группового этапа чемпионата Европы 2016. После этого, Уэльс одержал победу над сборной Северной Ирландии в матче 1/8 финала. Матч закончился со счётом 1:0,а сам Бейл стал лучшим игроком матча. Сенсационно одолев одного из фаворитов чемпионата — сборную Бельгии, в следующем матче сборная Уэльса уступила сборной Португалии со счётом 2:0, пропустив своих соперников в финальный матч.

### Лига наций УЕФА 2018/19
6 сентября 2018 года Уэльс одержал свою первую победу в матче с Ирландией в рамках данного турнира. Бейл сумел отличиться на 18-й минуте, игра завершилась со счётом 4:1. Таким образом, Гарет стал первым в истории, забившим 30 голов за сборную Уэльса.

### Чемпионат мира 2022
Бейл был включён в состав сборной на чемпионат мира 2022 в Катаре. На турнире забил один мяч в ворота сборной США.

## Стиль игры

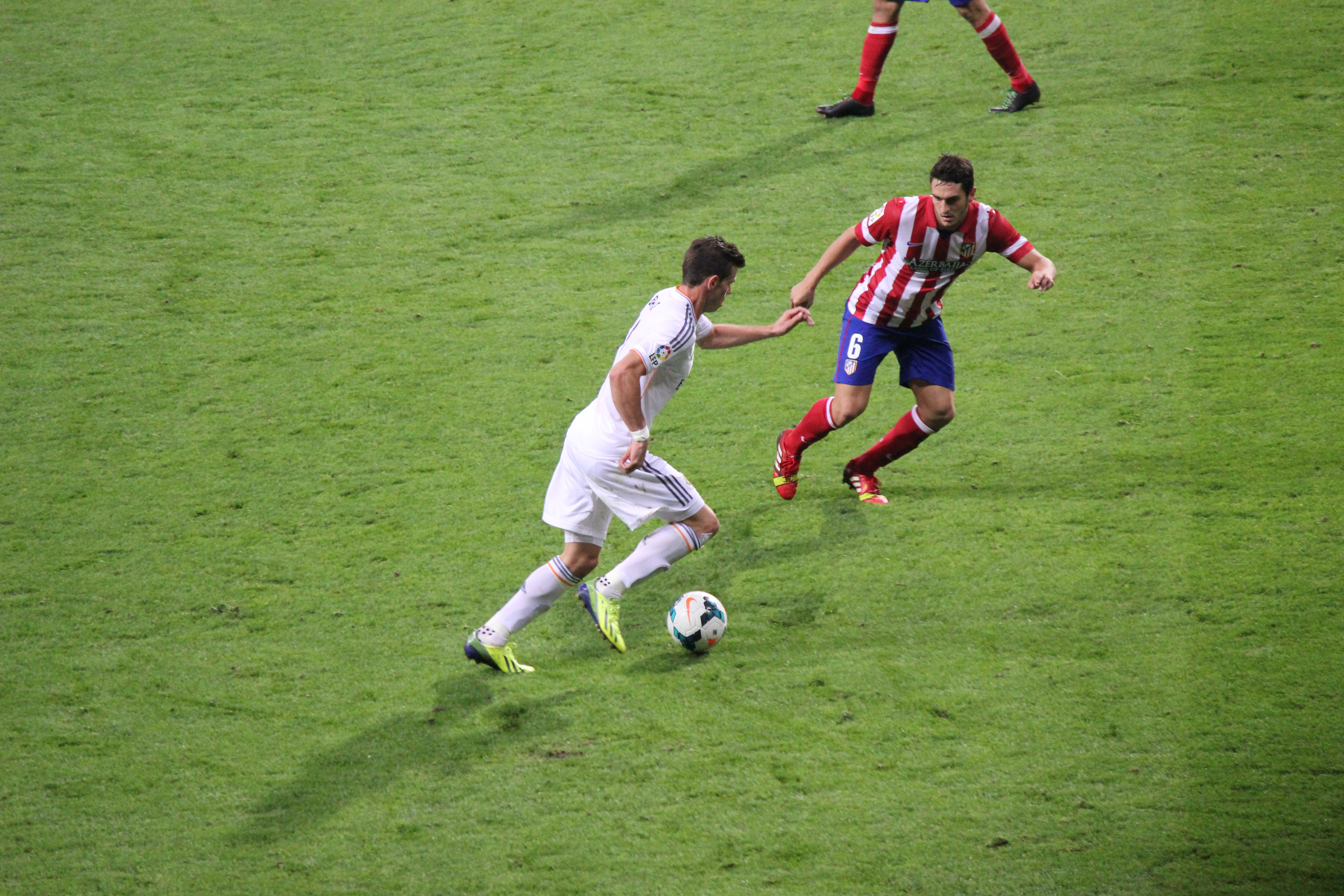
Гарет Бейл противостоит Коке в мадридском дерби

Многими признаётся одним из самых быстрых игроков в мире. Бейл играл на позиции атакующего левого защитника будучи ещё игроком «Саутгемптона». Но вскоре в «Тоттенхэме», тогдашний тренер «шпор» Гарри Реднапп решил использовать скорость, одного из 
«Что делает Гарета Бейла особенным? Всё просто. Он не только является одним из самых быстрых игроков, которых я когда-либо видел, но также может находить дополнительный темп при последующем забеге. Он великолепно использует свою технику на скорости»
 своих основных на то время футболистов, исключительно на атаку, благодаря чему, Гарет стал играть на позиции левого вингера, где зарекомендовал себя одним из лучших крайних полузащитников в мире. Обладал хорошим дриблингом и контролем мяча.
С момента присоединения к мадридскому «Реалу», как правило, выступал в качестве вингера уже на правом фланге, в связи с наличием Криштиану Роналду, который играл слева. Он также стал использоваться в ещё более атакующем плане, периодически смещаясь на позицию форварда.
Также был игроком, крайне подверженным травмам. За семь лет в составе мадридского «Реала» получил более 30 различных травм.

## Вне футбола

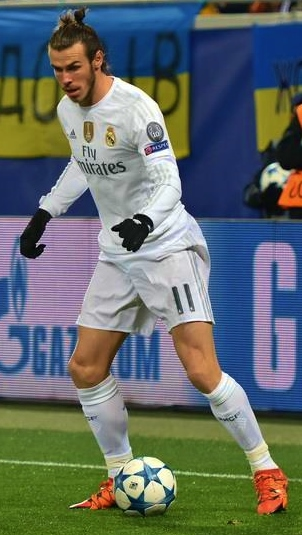
Бейл в бутсах Adidas X15

### Личная жизнь
Живёт в Мадриде со своей женой Эммой Рис-Джонс, которая является его возлюбленной со школы. У супругов четверо детей — дочери Альба Вайолет Бейл (род. 21 октября 2012) и Нава Валентина Бейл (род. 22 марта 2016) и сыновья Аксел Чарльз Бейл (род. 8 мая 2018) и Зандер Фрэнк Бейл (род. 7 июля 2021).
Гарет — большой поклонник гольфа. Гарет практикует полное воздержание от алкогольных напитков — титотализм.

### Товарный знак и рекламные контракты
У Бейла есть свой товарный знак. 26 марта 2013 года Гарет подал заявление в офис интеллектуальной собственности Великобритании c целью официально зарегистрировать свой логотип, основанный на праздновании в виде жеста в форме сердца, который он зачастую демонстрировал после забитых мячей, а также его любимого номера — 11, изображённого на игровой футболке. Этот логотип используется на различных товарах, таких как одежда и обувь.
Сотрудничает с такими брендами как Adidas, EA Sports, Lucozade и BT Sport. В 2014 году Бейл получил 15 млн фунтов в качестве постоянной зарплаты по контракту с «Реалом», а его рекламный доход составил 10 млн фунтов в год. В марте 2014 года Бейл стал первым игроком, использовавшим футбольные бутсы Adidas F50 crazylight. В 2015 году валлиец представил футбольные бутсы Adidas X15.

### Благотворительность
В ноябре 2014 года Бейл стал участником акции FIFA под названием «11 против Эболы» с участием лучших футболистов всего мира, включая Криштиану Роналду, Неймара, Хави и Дидье Дрогба. Под лозунгом «Вместе мы сможем победить Эболу» (англ. Together, we can beat Ebola) данная акция была проведена совместно с Африканской конфедерацией футбола и медицинскими экспертами, сами игроки записали одиннадцать сообщений с целью повысить осведомлённость о болезни и способах борьбы с ней.

## Достижения

### Командные
«Тоттенхэм Хотспур»
- Обладатель Кубка футбольной лиги: 2007/08

«Реал Мадрид»
- Чемпион Испании (3): 2016/17[150], 2019/20, 2021/22
- Обладатель Кубка Испании: 2013/14[151]
- Обладатель Суперкубка Испании: 2017[152]
- Победитель Лиги чемпионов УЕФА (5): 2013/14, 2015/16, 2016/17, 2017/18, 2021/22[153][154]
- Обладатель Суперкубка УЕФА (2): 2014, 2017[155][156][157]
- Победитель Клубного чемпионата мира (4): 2014, 2016, 2017[158][159], 2018

«Лос-Анджелес»
- Обладатель Supporters’ Shield: 2022
- Обладатель Кубка MLS: 2022

### Личные
- Футболист года в Уэльсе (6): 2010, 2011, 2013, 2014, 2015, 2016
- Игрок года в «Тоттенхэм Хотспур»: 2012/13
- Игрок сезона английской Премьер-лиги: 2012/13[160]
- Игрок года в Англии по версии футболистов ПФА (2): 2010/11, 2012/13
- Молодой игрок года в Англии по версии ПФА: 2012/13
- Футболист года в Англии по версии АФЖ: 2012/13
- Игрок месяца английской Премьер-лиги (3): апрель 2010, январь 2012, февраль 2013[160]
- Член «команды года» по версии ПФА (3): 2006/07, 2010/11, 2011/12, 2012/13[161][162][163][164]
- Входит в состав команды года по версии УЕФА (2): 2011, 2013
- Команда года по версии ESM: 2012/13
- Входит в состав символической сборной Лиги чемпионов УЕФА: 2015/16[165]
- Спортсмен года Уэльса по версии Би-би-си: 2010
- Обладатель Золотого мяча Клубного чемпионата мира: 2018[166]
- Рекордсмен сборной Уэльса по количеству голов на чемпионатах Европы: 3 гола

## Статистика выступлений

### Клубная статистика
| Клуб              | Сезон            | Лига | Лига | Кубок страны | Кубок страны | Кубок лиги | Кубок лиги | Еврокубки | Еврокубки | Прочие | Прочие | Итого | Итого |
| Клуб              | Сезон            | Игры | Голы | Игры         | Голы         | Игры       | Голы       | Игры      | Голы      | Игры   | Голы   | Игры  | Голы  |
| ----------------- | ---------------- | ---- | ---- | ------------ | ------------ | ---------- | ---------- | --------- | --------- | ------ | ------ | ----- | ----- |
| Саутгемптон       | 2005/06          | 2    | 0    | 0            | 0            | 0          | 0          | —         | —         | 0      | 0      | 2     | 0     |
| Саутгемптон       | 2006/07          | 38   | 5    | 1            | 0            | 3          | 0          | —         | —         | 1      | 0      | 43    | 5     |
| Саутгемптон       | Итого            | 40   | 5    | 1            | 0            | 3          | 0          | —         | —         | 1      | 0      | 45    | 5     |
| Тоттенхэм Хотспур | 2007/08          | 8    | 2    | 0            | 0            | 1          | 1          | 3         | 0         | 0      | 0      | 12    | 3     |
| Тоттенхэм Хотспур | 2008/09          | 16   | 0    | 2            | 0            | 5          | 0          | 7         | 0         | 0      | 0      | 30    | 0     |
| Тоттенхэм Хотспур | 2009/10          | 23   | 3    | 8            | 0            | 3          | 0          | —         | —         | 0      | 0      | 34    | 3     |
| Тоттенхэм Хотспур | 2010/11          | 30   | 7    | 0            | 0            | 0          | 0          | 11        | 4         | 0      | 0      | 41    | 11    |
| Тоттенхэм Хотспур | 2011/12          | 36   | 9    | 4            | 2            | 0          | 0          | 2         | 1         | 0      | 0      | 42    | 12    |
| Тоттенхэм Хотспур | 2012/13          | 33   | 21   | 2            | 1            | 1          | 1          | 8         | 3         | 0      | 0      | 44    | 26    |
| Тоттенхэм Хотспур | → 2020/21        | 20   | 11   | 2            | 1            | 2          | 1          | 10        | 3         | 0      | 0      | 34    | 16    |
| Тоттенхэм Хотспур | Итого            | 166  | 53   | 18           | 4            | 12         | 3          | 41        | 11        | 0      | 0      | 237   | 71    |
| Реал Мадрид       | 2013/14          | 27   | 15   | 5            | 1            | —          | —          | 12        | 6         | 0      | 0      | 44    | 22    |
| Реал Мадрид       | 2014/15          | 31   | 13   | 2            | 0            | —          | —          | 10        | 2         | 5      | 2      | 48    | 17    |
| Реал Мадрид       | 2015/16          | 23   | 19   | 0            | 0            | —          | —          | 8         | 0         | 0      | 0      | 31    | 19    |
| Реал Мадрид       | 2016/17          | 19   | 7    | 0            | 0            | —          | —          | 8         | 2         | 0      | 0      | 27    | 9     |
| Реал Мадрид       | 2017/18          | 26   | 16   | 2            | 1            | —          | —          | 7         | 3         | 4      | 1      | 39    | 21    |
| Реал Мадрид       | 2018/19          | 29   | 8    | 3            | 0            | —          | —          | 7         | 3         | 3      | 3      | 42    | 14    |
| Реал Мадрид       | 2019/20          | 16   | 2    | 1            | 1            | —          | —          | 3         | 0         | 0      | 0      | 20    | 3     |
| Реал Мадрид       | 2021/22          | 5    | 1    | 0            | 0            | —          | —          | 2         | 0         | 0      | 0      | 7     | 1     |
| Реал Мадрид       | Итого            | 176  | 81   | 13           | 3            | —          | —          | 57        | 16        | 12     | 6      | 258   | 106   |
| Лос-Анджелес      | 2022             | 12   | 2    | 1            | 0            | —          | —          | —         | —         | 1      | 1      | 14    | 3     |
| Лос-Анджелес      | Итого            | 12   | 2    | 1            | 0            | —          | —          | —         | —         | 1      | 1      | 14    | 3     |
| Всего за карьеру  | Всего за карьеру | 394  | 141  | 33           | 7            | 15         | 3          | 98        | 27        | 14     | 7      | 554   | 185   |

### Выступления за сборную
| Сборная | Год   | Отборочные матчи ЧМ | Отборочные матчи ЧМ | Финальные матчи ЧМ | Финальные матчи ЧМ | Отборочные матчи ЧЕ | Отборочные матчи ЧЕ | Финальные матчи ЧЕ | Финальные матчи ЧЕ | Тов. матчи | Тов. матчи | Матчи Лиги наций УЕФА | Матчи Лиги наций УЕФА | Итого | Итого |
| Сборная | Год   | Игры                | Голы                | Игры               | Голы               | Игры                | Голы                | Игры               | Голы               | Игры       | Голы       | Игры                  | Голы                  | Игры  | Голы  |
| ------- | ----- | ------------------- | ------------------- | ------------------ | ------------------ | ------------------- | ------------------- | ------------------ | ------------------ | ---------- | ---------- | --------------------- | --------------------- | ----- | ----- |
| Уэльс   | 2006  | —                   | —                   | —                  | —                  | 2                   | 1                   | —                  | —                  | 2          | 0          | —                     | —                     | 4     | 1     |
| Уэльс   | 2007  | —                   | —                   | —                  | —                  | 6                   | 1                   | —                  | —                  | 1          | 0          | —                     | —                     | 7     | 1     |
| Уэльс   | 2008  | 4                   | 0                   | —                  | —                  | —                   | —                   | —                  | —                  | 1          | 0          | —                     | —                     | 5     | 0     |
| Уэльс   | 2009  | 4                   | 0                   | —                  | —                  | —                   | —                   | —                  | —                  | 3          | 0          | —                     | —                     | 7     | 0     |
| Уэльс   | 2010  | —                   | —                   | —                  | —                  | 3                   | 1                   | —                  | —                  | 1          | 0          | —                     | —                     | 4     | 1     |
| Уэльс   | 2011  | —                   | —                   | —                  | —                  | 4                   | 2                   | —                  | —                  | 2          | 1          | —                     | —                     | 6     | 3     |
| Уэльс   | 2012  | 4                   | 3                   | —                  | —                  | —                   | —                   | —                  | —                  | 1          | 0          | —                     | —                     | 5     | 3     |
| Уэльс   | 2013  | 3                   | 1                   | —                  | —                  | —                   | —                   | —                  | —                  | 2          | 1          | —                     | —                     | 5     | 2     |
| Уэльс   | 2014  | —                   | —                   | —                  | —                  | 4                   | 2                   | —                  | —                  | 1          | 1          | —                     | —                     | 5     | 3     |
| Уэльс   | 2015  | —                   | —                   | —                  | —                  | 6                   | 5                   | —                  | —                  | —          | —          | —                     | —                     | 6     | 5     |
| Уэльс   | 2016  | 4                   | 4                   | —                  | —                  | —                   | —                   | 6                  | 3                  | 1          | 0          | —                     | —                     | 11    | 7     |
| Уэльс   | 2017  | 3                   | 0                   | —                  | —                  | —                   | —                   | —                  | —                  | —          | —          | —                     | —                     | 3     | 0     |
| Уэльс   | 2018  | —                   | —                   | —                  | —                  | —                   | —                   | —                  | —                  | 3          | 3          | 3                     | 2                     | 6     | 5     |
| Уэльс   | 2019  | —                   | —                   | —                  | —                  | 8                   | 2                   | —                  | —                  | 1          | 0          | —                     | —                     | 9     | 2     |
| Уэльс   | Итого | 22                  | 8                   | —                  | —                  | 33                  | 14                  | 6                  | 3                  | 19         | 6          | 3                     | 2                     | 83    | 33    |

### Список матчей за сборную
| Матчи и голы Гарета Бейла за национальную сборную Уэльса | Матчи и голы Гарета Бейла за национальную сборную Уэльса | Матчи и голы Гарета Бейла за национальную сборную Уэльса | Матчи и голы Гарета Бейла за национальную сборную Уэльса | Матчи и голы Гарета Бейла за национальную сборную Уэльса | Матчи и голы Гарета Бейла за национальную сборную Уэльса |
| №                                                        | Дата                                                     | Соперник                                                 | Счёт                                                     | Голы                                                     | Соревнование                                             |
| -------------------------------------------------------- | -------------------------------------------------------- | -------------------------------------------------------- | -------------------------------------------------------- | -------------------------------------------------------- | -------------------------------------------------------- |
| 1                                                        | 27 мая 2006                                              | Тринидад и Тобаго                                        | 2:1                                                      |                                                          | Товарищеский матч                                        |
| 2                                                        | 5 сентября 2006                                          | Бразилия                                                 | 0:2                                                      |                                                          | Товарищеский матч                                        |
| 3                                                        | 7 октября 2006                                           | Словакия                                                 | 1:5                                                      | 37′                                                      | ЧЕ-2008. Квалификация                                    |
| 4                                                        | 11 октября 2006                                          | Кипр                                                     | 3:1                                                      |                                                          | ЧЕ-2008. Квалификация                                    |
| 5                                                        | 24 марта 2007                                            | Ирландия                                                 | 0:1                                                      |                                                          | ЧЕ-2008. Квалификация                                    |
| 6                                                        | 28 марта 2007                                            | Сан-Марино                                               | 3:0                                                      | 20′                                                      | ЧЕ-2008. Квалификация                                    |
| 7                                                        | 22 августа 2007                                          | Болгария                                                 | 1:0                                                      |                                                          | Товарищеский матч                                        |
| 8                                                        | 8 сентября 2007                                          | Германия                                                 | 0:2                                                      |                                                          | ЧЕ-2008. Квалификация                                    |
| 9                                                        | 12 сентября 2007                                         | Словакия                                                 | 5:2                                                      |                                                          | ЧЕ-2008. Квалификация                                    |
| 10                                                       | 13 октября 2007                                          | Республика Кипр                                          | 1:3                                                      |                                                          | ЧЕ-2008. Квалификация                                    |
| 11                                                       | 17 октября 2007                                          | Сан-Марино                                               | 2:1                                                      |                                                          | ЧЕ-2008. Квалификация                                    |
| 12                                                       | 6 сентября 2008                                          | Азербайджан                                              | 1:0                                                      |                                                          | ЧМ-2010. Квалификация                                    |
| 13                                                       | 10 сентября 2008                                         | Россия                                                   | 1:2                                                      |                                                          | ЧМ-2010. Квалификация                                    |
| 14                                                       | 11 октября 2008                                          | Лихтенштейн                                              | 2:0                                                      |                                                          | ЧМ-2010. Квалификация                                    |
| 15                                                       | 15 октября 2008                                          | Германия                                                 | 0:1                                                      |                                                          | ЧМ-2010. Квалификация                                    |
| 16                                                       | 19 ноября 2008                                           | Дания                                                    | 1:0                                                      |                                                          | Товарищеский матч                                        |
| 17                                                       | 11 февраля 2009                                          | Польша                                                   | 0:1                                                      |                                                          | Товарищеский матч                                        |
| 18                                                       | 28 марта 2009                                            | Финляндия                                                | 0:2                                                      |                                                          | ЧМ-2010. Квалификация                                    |
| 19                                                       | 1 апреля 2009                                            | Германия                                                 | 0:2                                                      |                                                          | ЧМ-2010. Квалификация                                    |
| 20                                                       | 29 мая 2009                                              | Эстония                                                  | 1:0                                                      |                                                          | ЧМ-2010. Квалификация                                    |
| 21                                                       | 10 октября 2009                                          | Финляндия                                                | 1:2                                                      |                                                          | ЧМ-2010. Квалификация                                    |
| 22                                                       | 14 октября 2009                                          | Лихтенштейн                                              | 2:0                                                      |                                                          | ЧМ-2010. Квалификация                                    |
| 23                                                       | 14 ноября 2009                                           | Шотландия                                                | 3:0                                                      |                                                          | Товарищеский матч                                        |
| 24                                                       | 3 марта 2010                                             | Швеция                                                   | 0:1                                                      |                                                          | Товарищеский матч                                        |
| 25                                                       | 3 сентября 2010                                          | Черногория                                               | 0:1                                                      |                                                          | ЧЕ-2012. Квалификация                                    |
| 26                                                       | 8 октября 2010                                           | Болгария                                                 | 0:1                                                      |                                                          | ЧЕ-2012. Квалификация                                    |
| 27                                                       | 12 октября 2010                                          | Швейцария                                                | 1:4                                                      | 13′                                                      | ЧЕ-2012. Квалификация                                    |
| 28                                                       | 10 августа 2011                                          | Австралия                                                | 1:2                                                      |                                                          | Товарищеский матч                                        |
| 29                                                       | 2 сентября 2011                                          | Черногория                                               | 2:1                                                      |                                                          | ЧЕ-2012. Квалификация                                    |
| 30                                                       | 6 сентября 2011                                          | Англия                                                   | 0:1                                                      |                                                          | ЧЕ-2012. Квалификация                                    |
| 31                                                       | 7 октября 2011                                           | Швейцария                                                | 2:0                                                      | 71′                                                      | ЧЕ-2012. Квалификация                                    |
| 32                                                       | 11 октября 2011                                          | Болгария                                                 | 1:0                                                      | 45′                                                      | ЧЕ-2012. Квалификация                                    |
| 33                                                       | 12 ноября 2011                                           | Норвегия                                                 | 4:1                                                      | 12′                                                      | Товарищеский матч                                        |
| 34                                                       | 15 августа 2012                                          | Босния и Герцеговина                                     | 0:2                                                      |                                                          | Товарищеский матч                                        |
| 35                                                       | 7 сентября 2012                                          | Бельгия                                                  | 0:2                                                      |                                                          | ЧМ-2014. Квалификация                                    |
| 36                                                       | 11 сентября 2012                                         | Сербия                                                   | 1:6                                                      | 31′                                                      | ЧМ-2014. Квалификация                                    |
| 37                                                       | 12 октября 2012                                          | Шотландия                                                | 2:1                                                      | 53′ 81′                                                  | ЧМ-2014. Квалификация                                    |
| 38                                                       | 16 октября 2012                                          | Хорватия                                                 | 0:2                                                      |                                                          | ЧМ-2014. Квалификация                                    |
| 39                                                       | 6 февраля 2013                                           | Австрия                                                  | 2:1                                                      | 21′                                                      | Товарищеский матч                                        |
| 40                                                       | 22 марта 2013                                            | Шотландия                                                | 2:1                                                      |                                                          | ЧМ-2014. Квалификация                                    |
| 41                                                       | 26 марта 2013                                            | Хорватия                                                 | 1:2                                                      | 21′                                                      | ЧМ-2014. Квалификация                                    |
| 42                                                       | 10 сентября 2013                                         | Сербия                                                   | 0:3                                                      |                                                          | ЧМ-2014. Квалификация                                    |
| 43                                                       | 16 ноября 2013                                           | Финляндия                                                | 1:1                                                      |                                                          | Товарищеский матч                                        |
| 44                                                       | 5 марта 2014                                             | Исландия                                                 | 3:1                                                      | 70′                                                      | Товарищеский матч                                        |
| 45                                                       | 9 сентября 2014                                          | Андорра                                                  | 2:1                                                      | 22′ 81′                                                  | ЧЕ-2016. Квалификация                                    |
| 46                                                       | 10 октября 2014                                          | Босния и Герцеговина                                     | 0:0                                                      |                                                          | ЧЕ-2016. Квалификация                                    |
| 47                                                       | 13 октября 2014                                          | Кипр                                                     | 2:1                                                      |                                                          | ЧЕ-2016. Квалификация                                    |
| 48                                                       | 16 ноября 2014                                           | Бельгия                                                  | 0:0                                                      |                                                          | ЧЕ-2016. Квалификация                                    |
| 49                                                       | 28 марта 2015                                            | Израиль                                                  | 3:0                                                      | 50′ 77′                                                  | ЧЕ-2016. Квалификация                                    |
| 50                                                       | 12 июня 2015                                             | Бельгия                                                  | 1:0                                                      | 25′                                                      | ЧЕ-2016. Квалификация                                    |
| 51                                                       | 3 сентября 2015                                          | Кипр                                                     | 1:0                                                      | 82′                                                      | ЧЕ-2016. Квалификация                                    |
| 52                                                       | 6 сентября 2015                                          | Израиль                                                  | 0:0                                                      |                                                          | ЧЕ-2016. Квалификация                                    |
| 53                                                       | 10 октября 2015                                          | Босния и Герцеговина                                     | 0:2                                                      |                                                          | ЧЕ-2016. Квалификация                                    |
| 54                                                       | 13 октября 2015                                          | Андорра                                                  | 2:0                                                      | 86′                                                      | ЧЕ-2016. Квалификация                                    |
| 55                                                       | 5 июня 2016                                              | Швеция                                                   | 0:3                                                      |                                                          | Товарищеский матч                                        |
| 56                                                       | 11 июня 2016                                             | Словакия                                                 | 2:1                                                      | 10′                                                      | ЧЕ-2016. Групповой этап                                  |
| 57                                                       | 16 июня 2016                                             | Англия                                                   | 1:2                                                      | 42′                                                      | ЧЕ-2016. Групповой этап                                  |
| 58                                                       | 20 июня 2016                                             | Россия                                                   | 3:0                                                      | 67′                                                      | ЧЕ-2016. Групповой этап                                  |
| 59                                                       | 25 июня 2016                                             | Северная Ирландия                                        | 1:0                                                      |                                                          | ЧЕ-2016. 1/8 финала                                      |
| 60                                                       | 1 июля 2016                                              | Бельгия                                                  | 3:1                                                      |                                                          | ЧЕ-2016. 1/4 финала                                      |
| 61                                                       | 6 июля 2016                                              | Португалия                                               | 0:2                                                      |                                                          | ЧЕ-2016. 1/2 финала                                      |
| 62                                                       | 5 сентября 2016                                          | Молдова                                                  | 4:0                                                      | 50′ 95′                                                  | ЧМ-2018. Квалификация                                    |
| 63                                                       | 6 октября 2016                                           | Австрия                                                  | 2:2                                                      |                                                          | ЧМ-2018. Квалификация                                    |
| 64                                                       | 9 октября 2016                                           | Грузия                                                   | 1:1                                                      | 10′                                                      | ЧМ-2018. Квалификация                                    |
| 65                                                       | 12 ноября 2016                                           | Сербия                                                   | 1:1                                                      | 30′                                                      | ЧМ-2018. Квалификация                                    |
| 66                                                       | 24 марта 2017                                            | Ирландия                                                 | 0:0                                                      |                                                          | ЧМ-2018. Квалификация                                    |
| 67                                                       | 2 сентября 2017                                          | Австрия                                                  | 1:0                                                      |                                                          | ЧМ-2018. Квалификация                                    |
| 68                                                       | 5 сентября 2017                                          | Молдова                                                  | 2:0                                                      |                                                          | ЧМ-2018. Квалификация                                    |
| 69                                                       | 22 марта 2018                                            | Китай                                                    | 6:0                                                      | 2′ 21′ 62′                                               | Товарищеский матч                                        |
| 70                                                       | 26 марта 2018                                            | Уругвай                                                  | 0:1                                                      |                                                          | Товарищеский матч                                        |
| 71                                                       | 6 сентября 2018                                          | Ирландия                                                 | 4:1                                                      | 18′                                                      | Лига наций УЕФА 2018/19. Этап лиги                       |
| 72                                                       | 9 сентября 2018                                          | Дания                                                    | 0:2                                                      |                                                          | Лига наций УЕФА 2018/19. Этап лиги                       |
| 73                                                       | 16 ноября 2018                                           | Дания                                                    | 1:2                                                      | 89′                                                      | Лига наций УЕФА 2018/19. Этап лиги                       |
| 74                                                       | 20 ноября 2018                                           | Албания                                                  | 0:1                                                      |                                                          | Товарищеский матч                                        |
| 75                                                       | 24 марта 2019                                            | Словакия                                                 | 1:0                                                      |                                                          | ЧЕ-2020. Квалификация                                    |
| 76                                                       | 8 июня 2019                                              | Хорватия                                                 | 1:2                                                      |                                                          | ЧЕ-2020. Квалификация                                    |
| 77                                                       | 11 июня 2019                                             | Венгрия                                                  | 0:1                                                      |                                                          | ЧЕ-2020. Квалификация                                    |

Итого: 77 матчей / 31 гол; 36 побед, 8 ничьих, 33 поражения.